# Paroodectes
Paroodectes es un género de mamíferos carnívoros extintos de la familia Miacidae que vivió durante el Eoceno medio, en las antiguas selvas y pantanos de Alemania. Era un depredador con un tamaño y apariencia similares a los de un gato estaba bien adaptado a trepar árboles, como se infiere de la constitución de los huesos de sus patas y de los hombros. Su larga cola le daba balance para trepar y para saltar de rama en rama. Paroodectes probablemente cazaba insectos, roedores y pequeños primates en las copas de los árboles.
Solo se ha descrito a una especie de Paroodectes, P. feisti, la cual proviene de lo depósitos de Messel localizados al sureste de Fráncfort, Alemania. Estos depósitos se formaron durante la época del Geiseltaliense, a mediados del Eoceno hace unos 50 millones de años. El fósil fue encontrado por el coleccionista privado Otto Feist en 1974, y fue descrito en 1980 por Rainer Springhorn quien realizó un examen de las características de la especie. Concluyó que las características dentales de este género de miácido de Messel son más cercanas a las del género americano Oodectes de la cuenca Bridger (época del Bridgeriense) que a las de las especies europeas de la familia. La estructura del esqueleto postcraneal se parece a la de los miacinos norteamericanos. Las principales diferencias se encuentran en las proporciones de la longitud y altura del cráneo y la longitud de la columna vertebral comparada con la de las extremidades. Poseía además una clavícula bien desarrollada y los huesos escafoides, lunar y central son diferentes de sus parientes, mientras que los metatarsos son más alargados. También infirió que las manos y pies estaban adaptados a la locomoción plantígrada con un estilo de vida arborícola. Algunos de sus rasgos morfológicos recuerdan a algunos miembros actuales de las familias de carnívoros Viverridae y Procyonidae.